# سه امپراتوری: رستاخیز اژدها
سه امپراتوری: رستاخیز اژدها (انگلیسی: Three Kingdoms: Resurrection of the Dragon) فیلمی در ژانر رزمی به کارگردانی دانیل لی است که در سال ۲۰۰۸ منتشر شد. از بازیگران آن می‌توان به اندی لاو، سامو هونگ، مگی کیو، و تی لونگ اشاره کرد.